# Condado de Badarán
El condado de Badarán es un título nobiliario español creado el 21 de agosto de 1926 por el rey Alfonso XIII y otorgado a Pío García-Escudero y Ubago, subgobernador del Banco de España.
Su denominación hace referencia a la localidad riojana de Badarán.

## Condes de Badarán
|                           | Titular                                    | Periodo                   |
| Creación por Alfonso XIII | Creación por Alfonso XIII                  | Creación por Alfonso XIII |
| ------------------------- | ------------------------------------------ | ------------------------- |
| I                         | Pío García-Escudero y Ubago                | 1926-1927                 |
| II                        | Pío García-Escudero y Fernández de Urrutia | 1927-1977                 |
| III                       | Felipe García-Escudero y Torroba           | 1978-1995                 |
| IV                        | Pío García-Escudero y Márquez              | 1996-actual titular       |

## Historia de los condes de Badarán

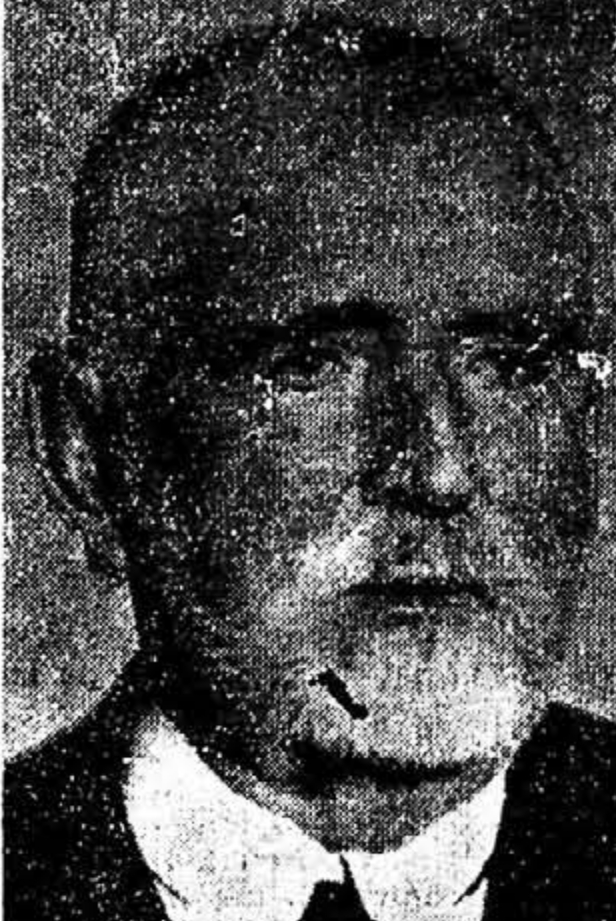
Pío García-Escudero y Ubago, primer conde de Badarán

- Pío García-Escudero y Ubago (Badarán,4 de mayo de 1854-Madrid, 20 de febrero de 1927),[2] I conde de Badarán.[1]

Casó con María del Pilar Fernández de Urrutia y Solá. Le sucedió su hijo:
- Pío García-Escudero y Fernández-Urrutia, II conde de Badarán.[1][3]

Casó con Emma Torroba y Goicoechea. Le sucedió su hijo:
- Felipe García-Escudero y Torroba, III conde de Badarán.[1][4]

Casó con Eloísa Márquez y Cano. Le sucedió su hijo:
- Pío García-Escudero y Márquez, IV conde de Badarán.[1][5]

Casó con María del Carmen Ramos y Pérez.